# Сабиров, Равиль Расимович
Равиль Расимович Сабиров (тат. Равил Рәсим улы Сабиров, 27 января 1974; с. Топасево, Мензелинский район, Татарская АССР, РСФСР, СССР), наиболее известен как Равиль Сабыр — татарский писатель, драматург, публицист, журналист, член Союза писателей Республики Татарстан (2007), Лауреат премии имени Туфана Миннуллина (2021).

## Биография
Родился 27 января 1974 года в деревне Топасево Мензелинского района Татарской АССР. Учился в средней школе с 1980-го года по 1990-е годы в селе Наратлы-Кичу Наратлы-Кичуского сельского поселения.
В 1990 году поступил на факультет журналистики Казанского государственного университета. В 1991 году в газете «Татарстан хәбәрләре» был опубликован его первый рассказ «Хулиган». С 1992 года до окончания университета (1995) работает в газете «Татарстан яшьләре». В годы студенчества его рассказы печатаются в журналах «Идель», «Чаян», газете «Татарстан яшьләре».
С 1995 года работает в пресс-службе администрации города Набережные Челны. В 1998-1999 годах – главный редактор журнала «Аргамак». В 1999-2000 годах руководитель пресс-службы администрации Челнов, затем – журналист в газетах «Вечерние Челны», «Восточный экспресс», «Челнинская неделя», «Челнинские известия», «Бизнес Online». В 2012 году – заведующий литературным отделом Челнинского татарского государственного драматического театра.
С 2015 года проживает в Альметьевске, работал главным редактором газеты «Нефтяные вести», ныне - начальник отдела корпоративных коммуникаций управления информационной политики ПАО «Татнефть».
В 2021 году номинировался на Государственную премию Республики Татарстан имени Габдуллы Тукая.

## Награды и звания
- Лауреат конкурса «Новая татарская пьеса»
- Лауреат премии имени Туфана Миннуллина[6][14].